# Richardia tephritina
Richardia tephritina är en tvåvingeart som beskrevs av Günther Enderlein 1912. Richardia tephritina ingår i släktet Richardia och familjen Richardiidae. Inga underarter finns listade i Catalogue of Life.